# 普雷西切
普雷西切（義大利語：Presicce），是意大利莱切省的一个市镇。总面积24平方公里，人口5627人，人口密度234.5人/平方公里（2009年）。ISTAT代码为075062。